# Collegio elettorale di Campobasso (Camera dei deputati)
Il collegio di Campobasso fu un collegio elettorale uninominale della Repubblica Italiana per l'elezione della Camera dei deputati. Apparteneva alla circoscrizione Molise e fu utilizzato per eleggere un deputato nella XII, XIII e XIV legislatura.
Venne istituito nel 1993 con la cosiddetta Legge Mattarella (Legge n. 277, Nuove norme per l'elezione della Camera dei deputati), attuata in seguito al referendum abrogativo del 1993. La legge istituì per la Camera dei deputati e per il Senato della Repubblica un sistema di elezione misto, in parte maggioritario e in parte proporzionale. Il 75% dei parlamentari dell'assemblea veniva eletto in collegi uninominali tramite sistema maggioritario a turno unico; il restante 25% alla Camera veniva eletto tramite sistema proporzionale con liste bloccate.
Il collegio venne abolito insieme a tutti gli altri che costituivano la Camera con la promulgazione della legge elettorale successiva, la cosiddetta Legge Calderoli. Questa prevedeva un sistema proporzionale con premio di maggioranza, che alla Camera veniva attribuito a livello nazionale.

## Territorio
Il collegio di Campobasso era uno dei 3 collegi uninominali in cui era suddiviso il Molise e, come previsto dal D.Lgs. del 20 dicembre 1993 n. 536, era interamente compreso nella provincia di Campobasso e comprendeva i seguenti comuni: Baranello, Busso, Campobasso, Campochiaro, Campodipietra, Casalciprano, Castelbottaccio, Castellino del Biferno, Castropignano, Cercemaggiore, Cercepiccola, Duronia, Ferrazzano, Fossalto, Gambatesa, Gildone, Guardiaregia, Jelsi, Limosano, Lucito, Matrice, Mirabello Sannitico, Molise, Montagano, Oratino, Petrella Tifernina, Pietracupa, Riccia, Ripalimosani, Roccavivara, Salcito, San Biase, San Giovanni in Galdo, San Giuliano del Sannio, Sant'Angelo Limosano, Sepino, Torella del Sannio, Toro, Trivento, Tufara e Vinchiaturo.

## Eletti
| Elezione | Elezione | Deputato         | Partito                    |
| -------- | -------- | ---------------- | -------------------------- |
|          | 1994     | Cesare Cefaratti | Polo del Buon Governo (AN) |
|          | 1996     | Federico Orlando | L'Ulivo (PDS)              |
|          | 2001     | Roberto Ruta     | L'Ulivo (PPI)              |

## Dati elettorali

### XII legislatura

#### Risultati proporzionale
| Coalizioni        | Coalizioni                      | Liste                                 | Liste                              | Voti   | %     |
| ----------------- | ------------------------------- | ------------------------------------- | ---------------------------------- | ------ | ----- |
|                   | Polo del Buon Governo           |                                       | Alleanza Nazionale                 | 13.867 | 19,74 |
|                   | Polo del Buon Governo           | Forza Italia                          | 9.131                              | 13,00  |       |
|                   | Polo del Buon Governo           | Centro Cristiano Democratico          | 327                                | 0,47   |       |
| Totale coalizione | Totale coalizione               | 23.325                                | 33,21                              |        |       |
|                   | Progressisti                    |                                       | Partito Democratico della Sinistra | 8.674  | 12,35 |
|                   | Progressisti                    | Movimento per la Democrazia - La Rete | 2.933                              | 4,17   |       |
|                   | Progressisti                    | Rifondazione Comunista                | 2.760                              | 3,97   |       |
|                   | Progressisti                    | Federazione dei Verdi                 | 2.125                              | 3,02   |       |
|                   | Progressisti                    | Partito Socialista Italiano           | 1.681                              | 2,39   |       |
|                   | Progressisti                    | Alleanza Democratica                  | 669                                | 0,95   |       |
| Totale coalizione | Totale coalizione               | 19.022                                | 26,85                              |        |       |
|                   | Patto per l'Italia              |                                       | Partito Popolare Italiano          | 9.220  | 13,12 |
|                   | Patto per l'Italia              | Patto Segni                           | 2.706                              | 3,85   |       |
| Totale coalizione | Totale coalizione               | 11.926                                | 16,97                              |        |       |
|                   | Movimento Cattolico Democratico | Movimento Cattolico Democratico       | Movimento Cattolico Democratico    | 7.348  | 10,46 |
|                   | Socialdemocrazia                | Socialdemocrazia                      | Socialdemocrazia                   | 6.250  | 8,90  |
|                   | Partito Popolare Progressista   | Partito Popolare Progressista         | Partito Popolare Progressista      | 2.007  | 2,86  |
|                   | Rinnovamento                    | Rinnovamento                          | Rinnovamento                       | 533    | 0,76  |
| Totale            | Totale                          | Totale                                | Totale                             | 70.261 |       |

#### Risultati uninominale
|                               | Cesare Cefaratti ✔️ Eletto | Polo del Buon Governo (FI - AN) | 19 279 | 27,27 |  |  |  |  |  |
|                               | Augusto Massa              | Progressisti                    | 17 837 | 25,23 |  |  |  |  |  |
|                               | Luigi Di Bartolomeo        | Movimento Cattolico Democratico | 8 329  | 11,78 |  |  |  |  |  |
|                               | Angelino Sollazzo          | Socialdemocrazia per le Libertà | 7 049  | 9,97  |  |  |  |  |  |
|                               | Giuseppe Montalto          | Patto per l'Italia              | 6 895  | 9,75  |  |  |  |  |  |
|                               | Vittorio Rizzi             | Unità per l'Italia Molise       | 6 137  | 8,68  |  |  |  |  |  |
|                               | Gianpaolo Melillo          | Partito Popolare Progressista   | 4 032  | 5,70  |  |  |  |  |  |
|                               | Luigi Di Marzo             | Rinnovamento                    | 1 150  | 1,63  |  |  |  |  |  |
| Totale                        | Totale                     | Totale                          | 70 708 | 100   |  |  |  |  |  |
|                               |                            |                                 |        |       |  |  |  |  |  |
| Fonte: Ministero dell'interno |                            |                                 |        |       |  |  |  |  |  |

### XIII legislatura

#### Risultati proporzionale
| Coalizioni        | Coalizioni                         | Liste                              | Liste                                     | Voti   | %     |
| ----------------- | ---------------------------------- | ---------------------------------- | ----------------------------------------- | ------ | ----- |
|                   | Polo per le Libertà                |                                    | Alleanza Nazionale                        | 11.432 | 17,15 |
|                   | Polo per le Libertà                | Forza Italia                       | 9.855                                     | 14,79  |       |
|                   | Polo per le Libertà                | CCD-CDU                            | 8.844                                     | 13,27  |       |
| Totale coalizione | Totale coalizione                  | 30.131                             | 45,21                                     |        |       |
|                   | L'Ulivo                            |                                    | Popolari per Prodi (PPI-SVP-PRI-UD-Prodi) | 10.180 | 15,27 |
|                   | L'Ulivo                            | Partito Democratico della Sinistra | 9.737                                     | 14,61  |       |
|                   | L'Ulivo                            | Rinnovamento Italiano              | 2.491                                     | 3,74   |       |
|                   | L'Ulivo                            | Federazione dei Verdi              | 1.629                                     | 2,44   |       |
| Totale coalizione | Totale coalizione                  | 24.037                             | 36,06                                     |        |       |
|                   | Progressisti                       |                                    | Rifondazione Comunista                    | 4.737  | 7,11  |
|                   | Risorgimento del Sud               | Risorgimento del Sud               | Risorgimento del Sud                      | 2.623  | 3,94  |
|                   | Movimento Sociale Fiamma Tricolore | Movimento Sociale Fiamma Tricolore | Movimento Sociale Fiamma Tricolore        | 1.629  | 2,44  |
|                   | Lista Pannella - Sgarbi            | Lista Pannella - Sgarbi            | Lista Pannella - Sgarbi                   | 1.496  | 2,24  |
|                   | Partito Socialista                 | Partito Socialista                 | Partito Socialista                        | 1.100  | 1,65  |
|                   | Rinnovamento                       | Rinnovamento                       | Rinnovamento                              | 416    | 0,62  |
| Totale            | Totale                             | Totale                             | Totale                                    | 66.651 |       |

#### Risultati uninominale
|                               | Federico Orlando ✔️ Eletto | L'Ulivo               | 28 214 | 43,13 |  |  |  |  |  |
|                               | Francesco Mancini          | Polo per le Libertà   | 26 577 | 40,62 |  |  |  |  |  |
|                               | Tommaso Di Domenico        | Risorgimento del Sud  | 4 291  | 6,56  |  |  |  |  |  |
|                               | Saturnino Carrozzelli      | Fiamma Tricolore      | 3 734  | 5,71  |  |  |  |  |  |
|                               | Donato De Renzis           | Lista Pannella-Sgarbi | 1 809  | 2,77  |  |  |  |  |  |
|                               | Carmine Felice             | Rinnovamento          | 798    | 1,22  |  |  |  |  |  |
| Totale                        | Totale                     | Totale                | 65 423 | 100   |  |  |  |  |  |
|                               |                            |                       |        |       |  |  |  |  |  |
| Fonte: Ministero dell'interno |                            |                       |        |       |  |  |  |  |  |

### XIV legislatura

#### Risultati proporzionale
| Coalizioni        | Coalizioni              | Liste                                 | Liste                   | Voti   | %     |
| ----------------- | ----------------------- | ------------------------------------- | ----------------------- | ------ | ----- |
|                   | Casa delle Libertà      |                                       | Forza Italia            | 18.520 | 27,58 |
|                   | Casa delle Libertà      | Alleanza Nazionale                    | 5.881                   | 8,76   |       |
|                   | Casa delle Libertà      | CCD-CDU                               | 5.231                   | 7,79   |       |
|                   | Casa delle Libertà      | Nuovo PSI                             | 709                     | 1,06   |       |
| Totale coalizione | Totale coalizione       | 30.341                                | 45,19                   |        |       |
|                   | L'Ulivo                 |                                       | Democratici di Sinistra | 11.542 | 17,19 |
|                   | L'Ulivo                 | La Margherita (Dem - PPI - RI- UDEUR) | 6.604                   | 9,83   |       |
|                   | L'Ulivo                 | Il Girasole (FdV - SDI)               | 1.540                   | 2,29   |       |
|                   | L'Ulivo                 | Comunisti Italiani                    | 926                     | 1,38   |       |
| Totale coalizione | Totale coalizione       | 20.612                                | 30,69                   |        |       |
|                   | Lista Di Pietro         | Lista Di Pietro                       | Lista Di Pietro         | 9.131  | 13,60 |
|                   | Rifondazione Comunista  | Rifondazione Comunista                | Rifondazione Comunista  | 2.207  | 3,29  |
|                   | Democrazia Europea      | Democrazia Europea                    | Democrazia Europea      | 1.988  | 2,96  |
|                   | Fiamma Tricolore        | Fiamma Tricolore                      | Fiamma Tricolore        | 1.000  | 1,49  |
|                   | Lista Pannella - Bonino | Lista Pannella - Bonino               | Lista Pannella - Bonino | 950    | 1,41  |
|                   | Fronte Nazionale        | Fronte Nazionale                      | Fronte Nazionale        | 572    | 0,85  |
|                   | Paese Nuovo             | Paese Nuovo                           | Paese Nuovo             | 218    | 0,32  |
|                   | Abolizione scorporo     | Abolizione scorporo                   | Abolizione scorporo     | 141    | 0,21  |
| Totale            | Totale                  | Totale                                | Totale                  | 67.160 |       |

#### Risultati uninominale
|                               | Roberto Ruta ✔️ Eletto | L'Ulivo                  | 31 176 | 45,66 |  |  |  |  |  |
|                               | Riccardo Tamburro      | Casa delle Libertà       | 24 567 | 35,98 |  |  |  |  |  |
|                               | Gaetano Di Niro        | Lista Di Pietro          | 6 572  | 9,62  |  |  |  |  |  |
|                               | Adelmo Berardo         | Democrazia Europea       | 3 546  | 5,19  |  |  |  |  |  |
|                               | Saturnino Carrozzelli  | Fronte Sociale Nazionale | 1 318  | 1,93  |  |  |  |  |  |
|                               | Giuseppe D'Avanti      | Lista Emma Bonino        | 1 105  | 1,62  |  |  |  |  |  |
| Totale                        | Totale                 | Totale                   | 68 284 | 100   |  |  |  |  |  |
|                               |                        |                          |        |       |  |  |  |  |  |
| Fonte: Ministero dell'interno |                        |                          |        |       |  |  |  |  |  |